# MX vs. ATV Alive
MX vs. ATV Alive è un videogioco di simulazione di guida per PlayStation 3 e Xbox 360, che tratta di corse di motocross, utilizzando quad o moto.
Il gioco è stato messo in commercio il 10 maggio 2011, ideato dalla società statunitense THQ e sviluppato da Halifax.

## Grafica
La grafica del gioco è molto realistica e gli errori relativi riguardano maggiormente il fatto che alcune azioni, come la caduta, vengono visualizzate in ritardo. Il movimento del motociclista, ad esempio, risulta molto fluido e anche la dinamica dei mezzi ( il giro delle ruote, la sterzata, le acrobazie ecc. ) è molto precisa e impeccabile. Le piste e l'ambiente che le circondano sono ben disegnate e rendono il gioco molto realistico dal punto di vista paesaggistico, anche perché da questa versione di gioco il paesaggio cambia in tempo reale.

## Servizio online
Esso presenta un servizio online tramite Xbox Live e PlayStation Network, tuttavia questo servizio non viene gestito.

## Accoglienza
GameZone ha dato al gioco un 7.5/10 affermando che le gare sono veloci, soddisfacenti ma caotiche. Il prezzo anche se accessibile ostacola il pacchetto perché è superiore a quanto valga.
Il Numero di veicoli è piuttosto limitato, infatti vi sono 10 veicoli sbloccabili : 4 ATV (Blaze 250f, 450f e Takashi 250f, 450f) e 6 MX (Blaze 125,250f,450f e Takashi 125, 250f, 450f), così come il numero di Free Ride che sono due.
Al Contrario vi sono molte piste sbloccabili.
I giocatori devono ascoltare sempre gli stessi brani e quindi se si vuole comprare il gioco si deve tenere conto principalmente del gameplay che a parte questo è ben formato.
Si conta che se THQ avesse messo in commercio i contenuti promessi avrebbe guadagnato altri 10 milioni di dollari circa.
La rivista Play Generation diede alla versione per PlayStation 3 un punteggio di 77/100, apprezzando i comandi che permettevano di controllare precisamente sia il pilota che la moto e come contro i pochi circuiti disponibili all'inizio del gioco, finendo per trovarlo un gioco di guida che riusciva ad intrattenere, ma non era privo di difetti, tuttavia il prezzo ridotto lo rendeva comunque appetibile. La stessa testata lo classificò come uno dei quattro migliori giochi per ricoprire di fango la carrozzeria.